# Флёрьель
Флёрье́ль (фр. Fleuriel) — коммуна во Франции, находится в регионе Овернь. Департамент коммуны — Алье. Входит в состав кантона Шантель. Округ коммуны — Мулен.
Код INSEE коммуны — 03115.

## Население
Население коммуны на 2008 год составляло 358 человек.
| 1962 | 1968 | 1975 | 1982 | 1990 | 1999 | 2008 |
| ---- | ---- | ---- | ---- | ---- | ---- | ---- |
| 331  | 429  | 335  | 330  | 330  | 311  | 358  |

## Экономика
В 2007 году среди 234 человек в трудоспособном возрасте (15—64 лет) 168 были экономически активными, 66 — неактивными (показатель активности — 71,8 %, в 1999 году было 72,2 %). Из 168 активных работали 153 человека (93 мужчины и 60 женщин), безработных было 15 (9 мужчин и 6 женщин). Среди 66 неактивных 18 человек были учениками или студентами, 23 — пенсионерами, 25 были неактивными по другим причинам.